# Канал Гент — Брюгге
Канал Гент — Брюгге (нидерл. Kanaal Gent — Brugge, Gentse vaart, Brugse vaart) — судоходный канал в Бельгии. Длина канала составляет 42 км (плюс 1,2 км канала Купюра в Генте, который фактически является продолжением канала Гент — Брюгге). Расположен на территории провинций Восточная и Западная Фландрия Фламандского региона.

## История
Гент стремился получить выход к Северному морю со Средних веков. В XIII веке властями Гента был прорыт канал Ливе, соединивший Гент с Дамме (залив Звин) рядом с Брюгге. Однако постепенное обмеление Звина привело к тому, что экономическая важность Ливе стала уменьшаться. Возможное строительство нового канала между Гентом и Северным морем неоднократно приводило к конфликтам (в том числе и вооружённым) между Гентом и Брюгге, который опасался конкуренции.
В 1613 году Альбрехт и Изабелла, бывшие тогда штадтгальтерами (наместниками) Испанских Нидерландов (нынешней Бельгии) одобрили план по развитию инфраструктуры фламандских портов и строительству каналов для связи портов со внутренними землями Испанских Нидерландов. Необходимость этого плана была вызвана тем, что Западная Шельда, которая соединяла Антверпен с Северным морем, с 1585 года была блокирована голландцами. Одним из каналов новой системы должен был стать канал между Гентом и Брюгге.
Канал Гент — Брюгге строился по инициативе Штатов Фландрии, в то время как все предшествующие проекты каналов во Фландрии были инициативой местных (городских) властей.
Строительство канала началось 3 сентября 1613 года и завершилось 20 декабря 1624 года. Вскоре после этого был открыт канал Брюгге — Остенде, а в 1641 — Брюгге — Дюнкерк (Дюнкерк тогда ещё был частью Испанских Нидерландов). Благодаря этому был создан водный путь от Гента к портам Северного моря. Однако и в Генте, и в Брюгге канал «упирался» в городские укрепления (примыкал к системе городских оборонительных рвов). Из-за этого транзитное перемещение судов между Гентом и портами Северного моря было невозможно, грузы нужно было перегружать, и перевозить по городским каналам на небольших лодках. Эта проблема была решена только к середине XVIII века, когда в Генте была прорыта Купюра (своего рода обводной канал), а в Брюгге было создано физическое соединение между каналами Гент — Брюгге и Брюгге — Остенде.
С 1642 по 1911 год по каналу между Гентом и Брюгге курсировала гентская баржа — пассажирское судно, функционирующее в режиме общественного транспорта. Таким образом, канал функционировал как трекварт.